# 제2차 조선교육령
제2차 조선교육령(第二次朝鮮敎育令)은 1922년 2월 공포한 일본의 식민지 교육 정책이다.

## 시행
조선 총독부는 사이토 마코토 총독의 교육방침에 따라서 1921년 1월 임시 교육조사위원회를 개최하여, 일본 본토의 교육제도에 준거한 학제의 개혁을 심의케 했고, 1922년 2월에는 교육령을 전면 개정하여 제2차 '조선교육령'을 공포하였다.
교육령을 개정하여 표면상 일본학제와 동일하게 함으로써 융화시키려 하였다. 그러나 이들의 기본의도가 다른 곳에 있었음은 자명한 일이었고 '2차 교육령'에 담긴 '문화'란 이름의 교육정책 내면에는 다른 목적이 있었다.
그러나 이것은 3·1 운동 후에 일어난 자극된 것에 불과하였다. 사이토의 문화정치는 여기에서 그치지 않고, 학교 교정에 심어져 있는 무궁화를 뽑고 '사쿠라(벚꽃)'를 심도록 하는 데까지 뻗어나갔다. 사이토 총독의 문화정치는 전대(前代)의 무단정치보다 더 가혹한 통치방법이 되었다.

## 주요내용
1. 보통학교의 수업연한을 4년에서 6년으로 (지역의 상황에 따라서 5년, 4년으로 함), 고등보통학교는 4년에서 5년으로, 여자고등보통학교는 3년에서 4년(또는 5년)으로 연장하였다.
2. 일본어의 수업시수를 증가하면서 일본어 교육을 강화하였다.
3. 새로 사범학교와 대학설치의 길을 마련했다.
4. 실업교육·전문교육·대학교육은 일본의 제도에 따랐다.
5. 동일한 교육제도·교육기간을 확충함으로써 일본식 교육을 강화하여 한국민족 사상을 말살하려는 데 있었다.
6. 새 교육령의 전체내용은 곧 일본어 습득에 있었다.
7. 대학의 설치를 규정함으로써 한국에 대학교육의 문이 열린 것처럼 가장하였다.
8. 조선인과 일본인의 공학을 원칙으로 하였다.